# Manouchehr Eghbal
Manouchehr Eghbal, född 13 oktober 1909 i Kashmar, Iran, död 25 november 1977 i Teheran, var en iransk politiker och infektionsläkare.

## Karriär
Manouchehr Eghbal hade läst medicin och utbildat sig till läkare och var professor i infektionssjukdomar. Han var premiärminister under Mohammad Reza Shah Pahlavi 1957–1960 samt innan dess även hälsominister i en av Ahmed Qavams ministärer och ingick även i ytterligare iranska ministärer. Sedermera blev han oljebolagsdirektör för National Iranian Oil Company i 14 år.
Manouchehr Eghbal avled 1977 i hjärtattack i Teheran.

## Privatliv
Manouchehr Eghbal gifte sig med en fransyska vid namn Alice. Paret fick tre döttrar, varav den äldsta Nicole blev nunna och den yngsta Maryam gifte sig med den iranske militärofficeren Shahriar Shafiq, son till Ashraf Pahlavi. 